# 五股庄

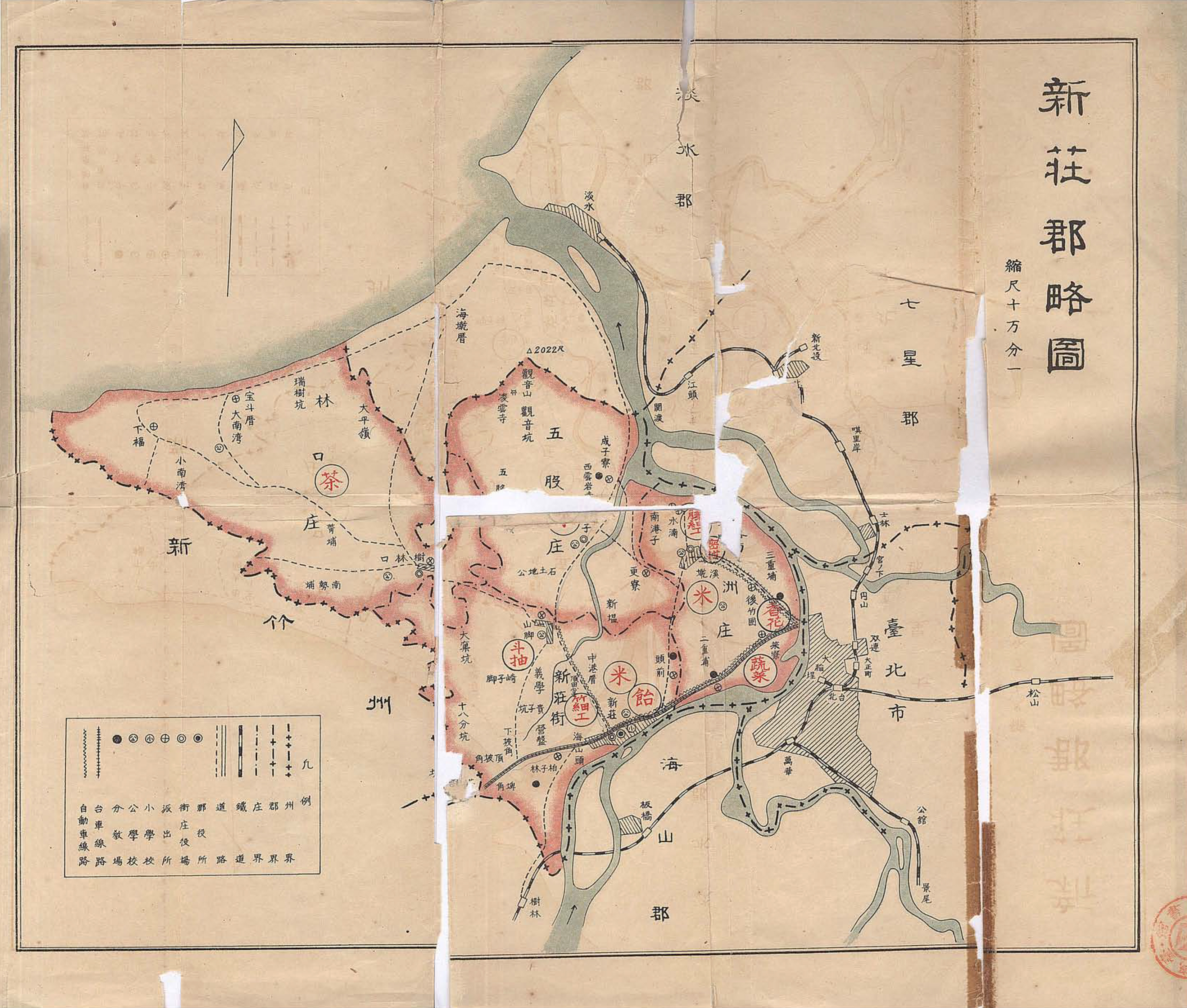
新莊郡略圖

五股庄為臺灣日治時期1920年至1945年間存在之行政區，轄屬台北州新莊郡。今新北市五股區。

## 行政區劃
五股地區在清治時期及日治時期初期屬興直堡、八里坌堡的庄，在1895年6月隸屬「臺北縣直轄、淡水支廳」，在1897年7月1日興直堡隸屬「新庄辨務署」，八里坌堡隸屬「樹林口辨務署」。1898年6月28日，興直堡改隸「三角湧辨務署新庄支署」，八里坌堡改隸「滬尾辨務署山腳庄支署」。1899年7月21日，新庄支署改隸臺北辨務署。1901年11月11日，臺灣的行政區劃改為二十廳，五股地區隸屬「臺北廳新庄支廳」。1901年12月17日，臺北廳劃分為39個區，五股地區被劃分為第16、33、34區。1902年7月31日，八里坌堡實施街庄整併。1904年4月1日，興直堡實施街庄整併。1906年1月1日，臺北廳改設置以地名稱呼的28個區，五股地區被劃分為和二重埔區、五股坑區。此時的街庄如下：
- 八里坌堡：觀音坑庄、洲仔庄、成仔藔庄、五股坑庄、石土地公庄、水碓庄
- 興直堡：更藔、新塭庄[8]

1920年10月1日，原堡里之行政區廢除，街庄改為大字；前述8庄合併為臺北州新莊郡「五股庄」，轄域內分為觀音坑、洲子、成子寮、五股坑、石土地公、水碓、更寮、新塭等8個大字。
- 水碓大字下有「水碓」、「水碓窠」、「塭底」小字名
- 石土地公大字下有「石土地公」、「外寮」、「蓬萊坑」小字名
- 洲子大字下有「洲子」、「御史坑」小字名
- 成子寮大字下有「成子寮」、「獅子頭」、「北勢坑」小字名
- 觀音坑大字下有「中坑」、「崩山」、「內岩」、「坑口」、「直坑」、「田子埔」、「福隆山」小字名
- 五股坑大字下有「五股坑」、「冷水坑」、「壟鈎坑」小字名
- 更寮大字下有「更寮」、「鴨母港」、「下竹圍」、「洲子尾」、「羅古」、「樹林頭」、「褒子寮」小字名
- 新塭大字下有「新塭」、「舊塭」小字名[9]

二戰後，五股庄在1946年改為臺北縣新莊區五股鄉，為目前的新北市五股區。
| 1901年 | 1901年                                                           | 1906年   | 1906年     | 1920年-1945年 | 1920年-1945年 | 1946年 |
| 區     | 街庄                                                             | 區       | 街庄       | 街庄          | 大字          | 鄉鎮   |
| ------ | ---------------------------------------------------------------- | -------- | ---------- | ------------- | ------------- | ------ |
| 第33區 | 觀音坑庄                                                         | 五股坑區 | 觀音坑庄   | 五股庄        | 觀音坑        | 五股鄉 |
| 第33區 | 觀音坑庄                                                         | 五股坑區 | 洲仔庄     | 五股庄        | 洲子          | 五股鄉 |
| 第33區 | 觀音坑庄                                                         | 五股坑區 | 成仔藔庄   | 五股庄        | 成子寮        | 五股鄉 |
| 第33區 | 五股坑庄                                                         | 五股坑區 | 五股坑庄   | 五股庄        | 五股坑        | 五股鄉 |
| 第34區 | 牛角坡庄（部分）、水泉空庄（部分）                               | 五股坑區 | 石土地公庄 | 五股庄        | 石土地公      | 五股鄉 |
| 第34區 | 水泉空庄（部分）                                                 | 五股坑區 | 水碓庄     | 五股庄        | 水碓          | 五股鄉 |
| 第16區 | 更藔庄、鴨母港庄、下竹圍庄、洲仔尾庄、鑼鼓庄、樹林頭庄、匏仔藔庄 | 二重埔區 | 更藔庄     | 五股庄        | 更寮          | 五股鄉 |
| 第16區 | 新塭庄、舊塭庄                                                   | 二重埔區 | 新塭庄     | 五股庄        | 新塭          | 五股鄉 |

## 庄長
- 林知義：1920年至1922年，原任五股坑區長
- 吳培標：1923年至1925年，後任林口庄長
- 陳國銓：1926年至1933年
- 鹽見平三郎：1934年至1940年，後任鷺洲庄長
- 內田邦太郎：1941年至1945年[10]

## 設施
- 五股庄役場
- 大屯國立公園
- 五股公學校→五股國民學校（今五股國小）
  - 更寮分教場（今更寮國小）
- 五股公學校成子寮分教場→成子寮國民學校（今成州國小）